# Верхний Нил
Ве́рхний Нил (англ. Upper Nile, араб. أعالي النيل‎; Аала-эн-Ниль) — одна из 12 провинций (англ. state — «штат») Южного Судана. 2 октября 2015 года штат был разделён на штаты Латжур, Восточный Нил и Западный Нил. Был восстановлен мирным соглашением, подписанным 22 февраля 2020 года.
- Территория 77 773 км².
- Население 964 353 человек (на 2008 год).

Административный центр — город Малакаль.

## Административное деление

- Бальет[англ.]
- Лонгечук[англ.]
- Майвут[англ.]
- Мабан (округ)[англ.]
- Малакаль (округ)[англ.]
- Маньо[англ.]
- Мелут (округ)[англ.]
- Насир (округ)[англ.]
- Паньиканг[англ.]
- Ренк (округ)[англ.]
- Уланг[англ.]
- Фашода (округ)[англ.]